# Komsomolskaja Prawda
Die Komsomolskaja Prawda (russisch Комсомольская правда) ist eine russische Zeitung, deren Sitz sich in Moskau befindet, die jedoch in ganz Osteuropa und Zentralasien erscheint. Bis 1991 war sie das Zentralorgan der Komsomol.

## Geschichte
Die „Zeitung im Sweatshirt“ lautete einst ein Spitzname für das Komsomol-Sprachrohr Komsomolskaja Prawda, einer Zeitung der staatlichen Jugendorganisation der UdSSR, die 1925 gegründet wurde. Zu den Chefredakteuren der Zeitung gehörte Alexei Adschubei von 1957 bis 1959. Nach dem Zerfall der Sowjetunion 1990 wandelte sich das Blatt zu einer Boulevardzeitung. Im Jahr dieses Umbruchs hatte die Zeitung eine Auflage von 3 Millionen Exemplaren, die durch zunehmende Konkurrenz regionaler Zeitungen und ihrer neuen Stellung als nur einer von vielen Titeln in der russischen Zeitungslandschaft im Lauf der 1990er Jahre und auch noch nach dem Millennium sank.
Wladimir Sungorkin war von 2006 bis zu einem Tod durch Schlaganfall im September 2022 Chefredakteur und galt als Putins wichtigster Propagandist.

## Heute
Die Komsomolskaja Prawda erscheint in mehreren regionalen Ausgaben. Die Moskauer Ausgabe hat dabei eine Auflage von über 160.000 Exemplaren, während die regionalen Ausgaben knapp 650.000 Exemplare erreichen. Damit ist die Komsomolskaja Prawda der auflagenstärkste Tageszeitungs-Titel in der Russischen Föderation vor dem Moskowski Komsomolez. Sie ist eine erfolgreiche und populäre Zeitung und wird in 62 Regionen Russlands gedruckt. Daneben erscheint sie in Belarus, Kasachstan, Moldawien und der Ukraine und ist verbreitet auch im übrigen Osteuropa und weiteren Staaten der GUS bei den russischsprachigen Minderheiten. Die Ausgabe in Belarus musste ihr Erscheinen nach Problemen mit den dortigen Behörden 2021 einstellen. Da in Belarus nahezu die gesamte Bevölkerung Russisch als Mutter- oder Zweitsprache spricht verfügte sie dort zuvor über eine hohe Verbreitung.
200 Journalisten sind im Hauptquartier in Moskau beschäftigt. Wie die meisten anderen überregionalen Zeitungen hat sie in den letzten Jahren Marktanteile an Regional- und Lokalzeitungen verloren. Eine weitaus höhere Auflage als die Tageszeitung selbst hat das von ihr herausgebrachte Wochenblatt Komsomolskaja Prawda Tolstuschka (dicke Komsomolskaja Prawda) (3,1 Millionen). Nach der Auflage ist dies die Nummer zwei unter den russischen Wochenzeitungen. Daneben existiert als zweiter Ableger eine Wochenzeitung für die Region Moskau, Komsomolskaja Prawda w Moskwe (Auflage ca. 140.000).

## Eigentümerstruktur
Herausgeber der Komsomolskaja Prawda ist das Verlagshaus Komsomolskaja Prawda, zu dem auch die Zeitschriften Sowetski Sport und Express-Gaseta gehören.
Seit Anfang 2007 ist das Verlagshaus Komsomolskaja Prawda im Besitz des Unternehmens Media Partner. Media Partner ist Teil der Unternehmensgruppe ESN, die dem Geschäftsmann Grigori Berjoskin gehört. Weitere Anteile gehören einzelnen Mitarbeitern der Komsomolskaja Prawda.
Vor dem Einstieg des Unternehmens Media Partner gehörte das Verlagshaus mehrheitlich der Medienholding Prof-Media, die wiederum Teil des Unternehmensimperiums von Wladimir Potanin ist.
Ab 2002 besaß außerdem der norwegische Medienkonzern A-Pressen eine Sperrminorität von 25,02 Prozent am Verlagshaus Komsomolskaja Prawda.  A-Presen verkaufte seinen Anteil 2007 für eine unbekannte Summe an den Hauptbesitzer ESN.